# Gairlochy

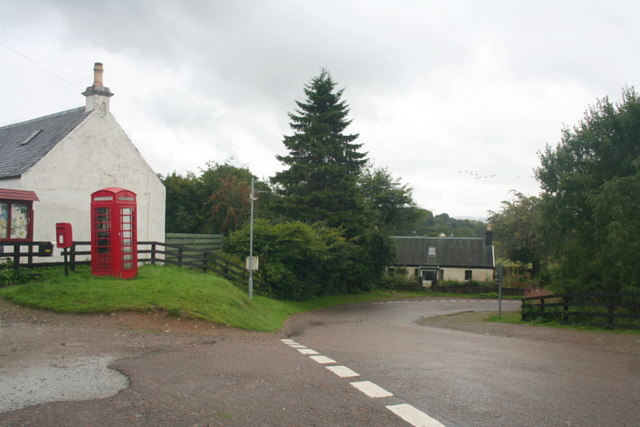
Straße durch Gairlochy

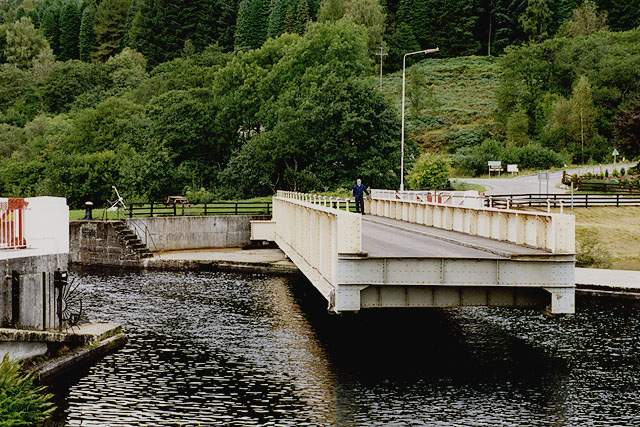
Drehbrücke über den Kanal

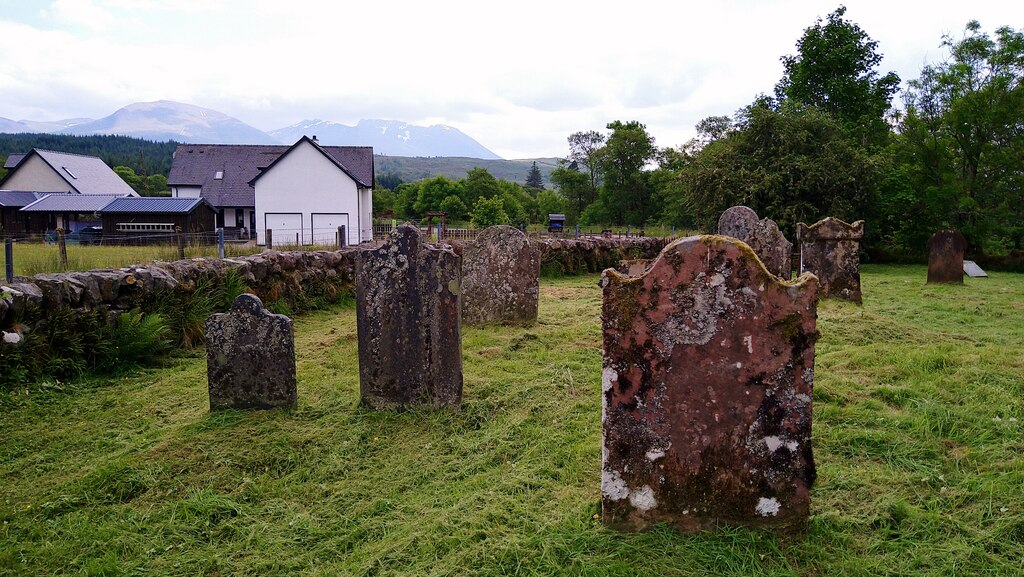
Alter Friedhof von Gairlochy

Gairlochy (schottisch-gälisch Geàrr Lòchaidh) ist eine Ortschaft, die südwestlich von Inverness in der Region Highland im Norden von Schottland liegt. Im Rahmen der historischen Gliederung Schottlands in Civil Parishes zählt es zu Kilmallie, das zu Inverness-shire gehörte.

## Geographie
Gairlochy liegt im Great Glen am südwestlichen Ende des Sees Loch Lochy und etwa 5 Kilometer nordwestlich von Spean Bridge. Im Zuge des Baus des Kaledonischen Kanals entstand hier, neben einer Schleusenanlage, ein künstlicher Ausfluss des Sees. Das in den River Spean strömende Wasser gab den Ort seinen Namen, er bedeutet Rauschen des Lochy. 1960 wurde das Wasserkraftwerk Mucomir in Betrieb genommen.

## Verkehr
Verkehrstechnisch zu erreichen ist Gairlochy über die von Banavie nach Spean Bridge führende B8004 sowie die von ihr zum Loch Arkaig abzweigende B8005.
Gairlochy hatte zwischen 1904 und 1947 einen Bahnhof an der zwischen Invergarry und Fort Augustus verkehrenden Eisenbahnstrecke, eröffnet von der Highland Railway und später übernommen von der London and North Eastern Railway.
Der Great Glen Way führt durch den Ort, der für die Durchreisenden ein Hotel und Campingplätze bereithält.

## Historisch Bedeutsames
Der alte Friedhof steht unter Denkmalschutz, ebenso bei Gairlochy befindliche Anlagen des Caledonian Canal sowie das von Thomas Telford entworfene Haus des Wärters.